# Karl Philipp Borromäus zu Schwarzenberg

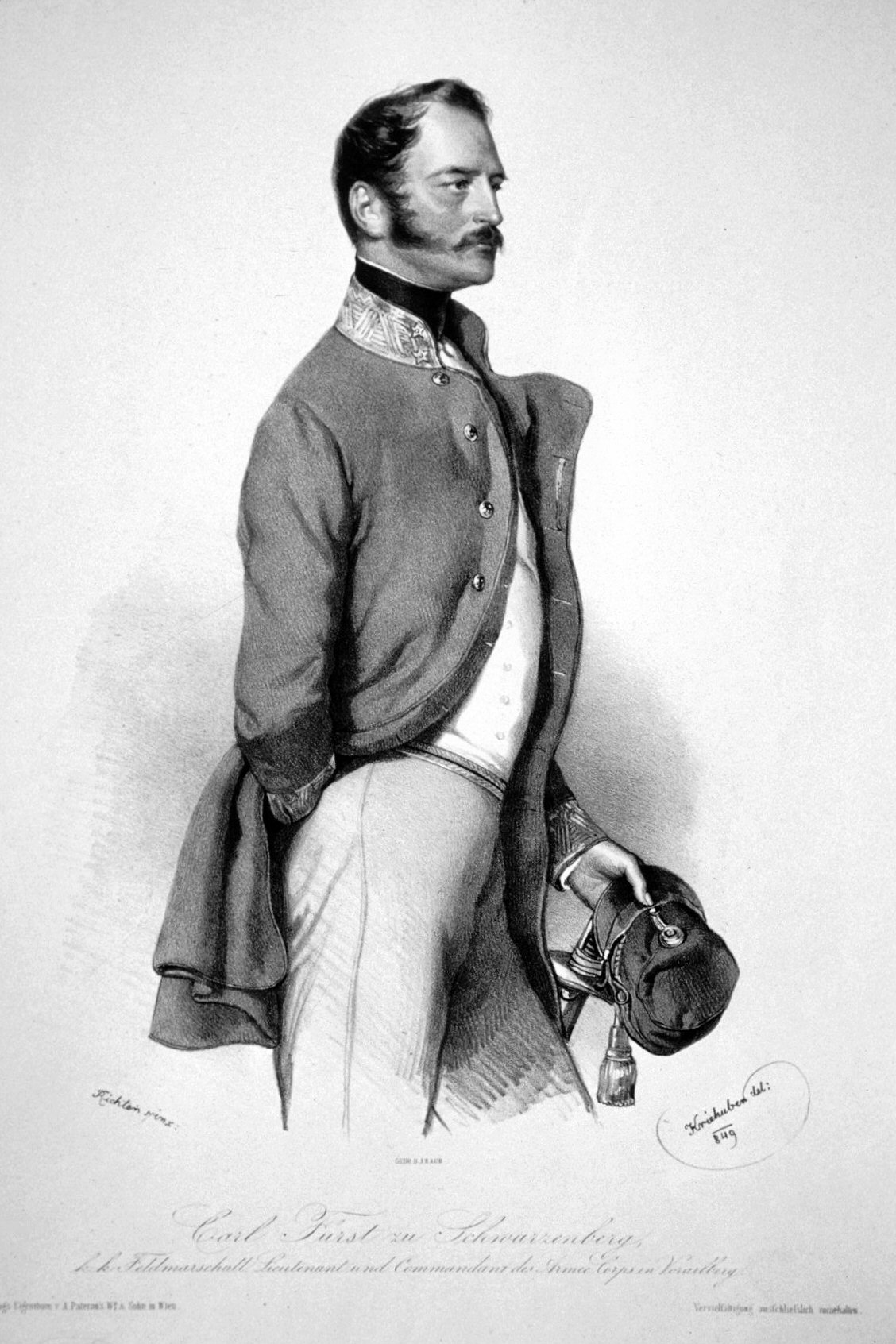
FML Karl zu Schwarzenberg, Lithographie von Josef Kriehuber, 1849

Karl (II.) Philipp Borromäus Fürst zu Schwarzenberg (* 21. Januar 1802 in Wien; † 25. Juni 1858 ebenda) war ein kaiserlich-österreichischer Offizier, zuletzt Feldzeugmeister. 

## Familie
Karl war ein Sohn des Feldmarschall Fürst Karl I. Philipp (1771–1820) und der Gräfin Maria Anna von Hohenfeld (1768–1848), der Witwe des Fürsten Anton Esterházy. Zu seinen Brüdern zählte Friedrich Karl (1800–1870) und der spätere Feldmarschall Edmund zu Schwarzenberg (1803–1873).

## Leben
Während seines Studiums der Philosophie in Leipzig wurde er 1820 wie sein Bruder Edmund Mitglied der Alten Leipziger Burschenschaft. Mitte Februar 1821 trat er als Kadett in das k. k. Infanterie-Regiment Graf Colloredo-Mansfeld Nr. 33 ein. Am 17. April 1834 wurde er Oberst und Kommandant des Infanterie-Regiments Hoch- und Deutschmeister Nr. 4.  Am 12. Oktober 1840 wurde er zum Generalmajor befördert und übernahm eine Brigade in Brünn. 1842 wurde er Brigadier in Prag, im Jahre 1847 wurde er zum Inhaber des k.k. Infanterie-Regimentes Hessen-Homburg Nr. 19 ernannt. Anfang Jänner 1848 wurde er mit freigewordenen Divisions-Kommando in Brescia betraut, am 7. Februar 1848 erfolgte seine Ernennung zum Feldmarschallleutnant.

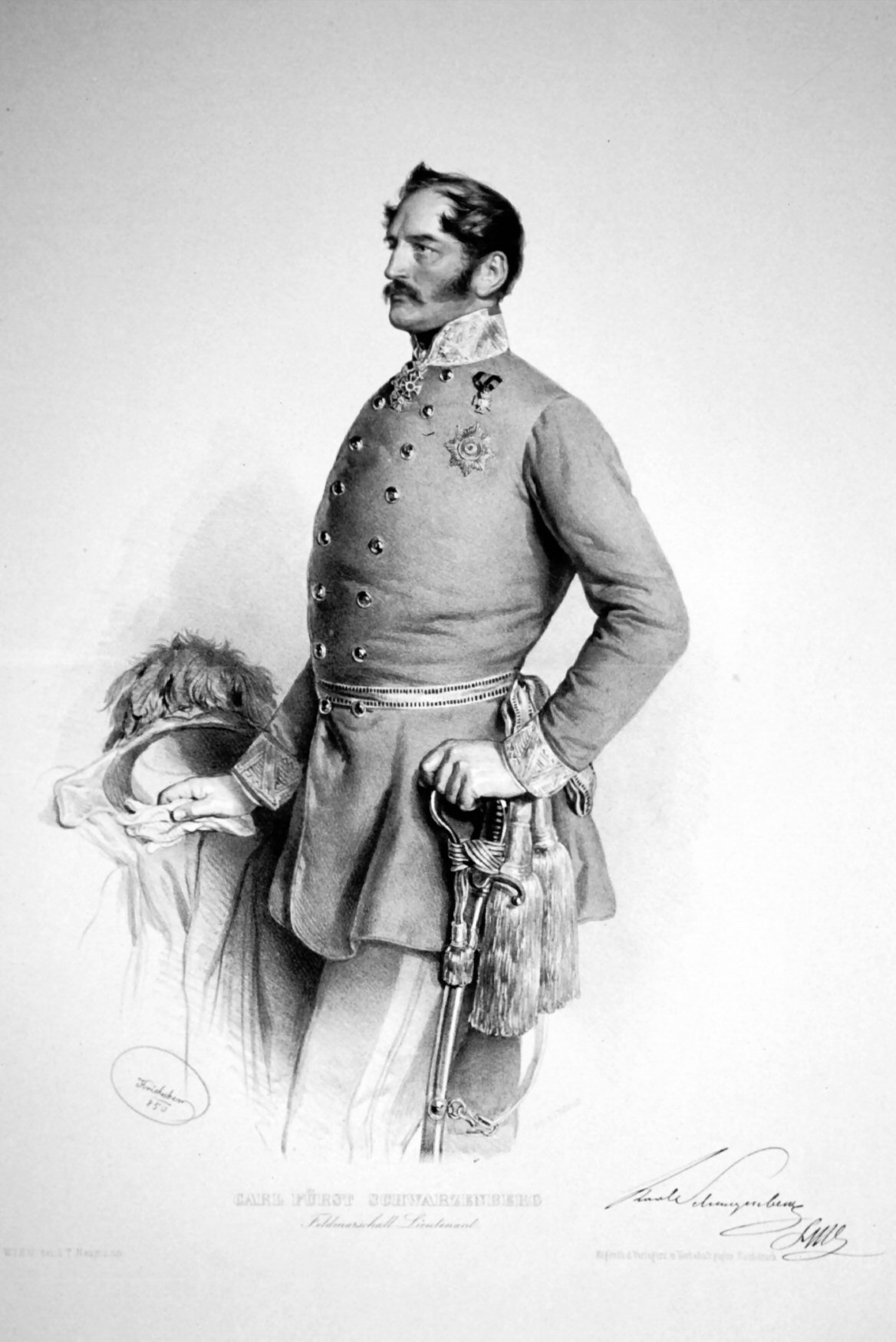
General Karl zu Schwarzenberg, Lithographie von Josef Kriehuber, 1850

Zu Beginn des Ersten Italienischen Unabhängigkeitskrieges kam es am 18. März in Brescia zu Aufständen gegen die österreichische Herrschaft. Am 22. März versuchte Schwarzenberg mit seinen Truppen dem aus Mailand zurückgehenden Feldmarschall Graf Radetzky entgegenzurücken. Unter Zurücklassung einer Besatzung von nur zwei Kompagnien des Infanterie-Regiments Prinz Hohenlohe Nr. 17 in Castellamare erreichte Schwarzenberg am 24. März Crema, wo er sich mit der kaiserlichen Hauptarmee vereinigte und auf Verona zurückging. Fürst Schwarzenberg erhielt darauf das Kommando einer Division des I. Korps unter FML Wratislaw. Am 6. Mai wurde er in der Schlacht von Santa Lucia von einer sardischen Gewehrkugel leicht verwundet. Er zeichnete sich auch im folgenden Feldzug von 1849 beim I. Reserve-Korps unter FML Gustav von Wocher erneut als Divisionär in der Schlacht von  Novara aus. Am 20. Juni 1849 übernahm er das Kommando über er ein Observations-Korps in Vorarlberg, am 16. Oktober wurde er Statthalter und Militär-Gouverneur in Mailand. Im folgenden Jahr 1850 erhielt er am 18. Dezember das Kommando des IV. Korps, bis er am 29. April 1851 zum Zivil- und Militär-Gouverneur von Siebenbürgen ernannt wurde. In Würdigung seiner Verdienste wurde ihm am 16. Dezember 1852 der Orden vom goldenen Vlies verliehen, am  24. April 1854 stieg er noch zum Feldzeugmeister auf. Bis 1858 blieb der Fürst in Siebenbürgen, das er wegen einer schweren Erkrankung am 6. April verlassen musste. Eine Erholungskur in Karlsbad war bereits vergeblich, er verstarb nach Wien zurückgekehrt bereits Ende Juni 1858. 

## Ehe und Nachkommen
Der Fürst hatte sich am 26. Juli 1823 mit Josephine Graf Wratislaw-Mitrowitz (* 16. April 1802;
† 17. April 1881) vermählt, aus der Ehe entstammte der Sohn 
- Karl (III.) Joseph Adolph Fürst zu Schwarzenberg (* 5. Juli 1824; † 29. März 1904)